# Cylindrophyllum tugwelliae
Cylindrophyllum tugwelliae är en isörtsväxtart som beskrevs av L. Bol.. Cylindrophyllum tugwelliae ingår i släktet Cylindrophyllum, och familjen isörtsväxter. Inga underarter finns listade i Catalogue of Life.

## Bildgalleri

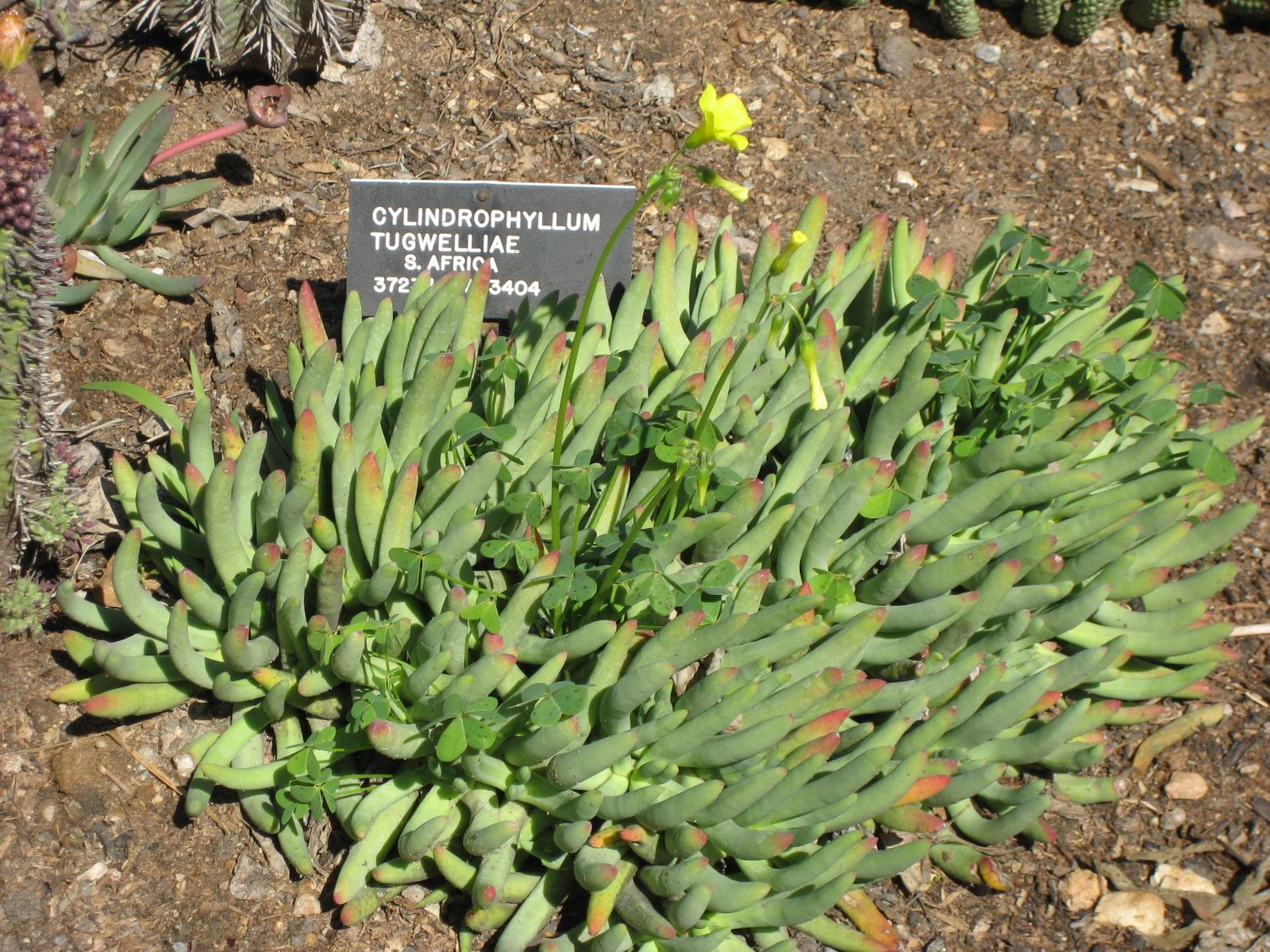